# 冒険大活劇 黄金の盗賊
『冒険大活劇 黄金の盗賊』（ぼうけんだいかつげきおうごんのとうぞく）は、1966年12月13日に公開された東映製作の特撮映画。

## 概要
同年夏の『大忍術映画ワタリ』に続く、東映特撮時代劇第二弾。封切当時の文献でのタイトルは『黄金の盗賊』のみで"冒険大活劇"は付いてなく、後に加えられたものと見られる。
琵琶湖底に沈んだという豊臣方の軍資金を巡り、豊臣、徳川の陰謀団を相手に活躍する侠盗二人組の活躍を描く。

## スタッフ
- 監督：沢島忠
- 企画：岡田茂、新海竹介
- 原案：鷹沢和善
- 脚本：山崎大助、掛礼昌裕
- 撮影：古谷伸
- 特殊撮影：松木春吉
- 照明：中山治雄
- 録音：溝口正義
- 美術：井川徳道
- 編集：堀池幸三
- 音楽：原信夫とシャープス&フラップ
- 助監督：大西卓夫
- 記録：勝原繁子
- 装置：上田正直
- 装飾：柴田澄臣
- 衣裳：岩逧保
- 美粧：堤野正直
- 結髪：西野艶子
- 擬斗：上野隆三
- 進行主任：杉本直幸

## キャスト
- 稲妻の伝次：松方弘樹
- 木鼠の吉三：大瀬康一
- 幸吉：藤山寛美
- おきく：春川ますみ
- 鉄牛和尚：遠藤辰雄
- 珍念：島米八
- 梢：野川由美子
- 利助：田中邦衛
- ハル坊：桑原幸子
- 三郎兵衛：汐路章
- 奉行：岩尾正隆
- 老中：矢奈木邦二郎
- 彦造：西田良
- 足軽頭：福本清三
- 行者(1)：宍戸大全
- 小田部通麿
- 脇中昭夫
- 有川正治
- 中山和子
- 中山博子
- 五里兵太郎
- 名護屋一
- 近江雄二郎
- 源八郎
- 鈴木金哉
- 那須伸太朗
- 宮城幸生
- 岩村隆夫
- 松内則夫
- 森下明
- 川浪公次郎

## 製作

### 企画
当時の東映京都撮影所長・岡田茂が『大忍術映画ワタリ』を受け、時代劇復興の望みを込め、時代劇の一路線として「特撮シリーズ」の路線化を決め、特撮娯楽時代劇第二弾として本作を企画した。製作発表は1966年夏で、本作と特撮時代劇第三弾『怪竜大決戦』は同時に製作発表があり、本作は仮タイトルを『黄金島』、『怪竜大決戦』は『自雷也』と発表した。岡田は本作の企画経緯を「特撮映画といえば主に子供を対象にした作品だけのように思われがちであるが、これは大人にも楽しめる立派なものである。ブルー・バック使用による映画製作は欧米では常識化している。従って特撮カットも6カットなどと切り詰めず、堂々と40カット位を占め、特撮で楽しめる映画を作る。『黄金島』は仮題だが、関ヶ原合戦後二十年、幕府の隠密と鍵を握る毛利藩士との争奪戦を描く活劇であり、また『自雷也』はテレビで放映した作品中に『妖蛇の魔術』が視聴率20%以上というのにヒントを得て、時代逆行的ではあるが、映画化に踏み切った。何と言っても時代劇復興は東映が本家と照れずに理屈抜きで面白い作品を作っていきたい」と話した。この発表後にタイトルは『謎の黄金島』と変更され、6月下旬に京都で撮影を開始し、『海底大戦争』と二本立てで1966年9月一週に公開を予定していると報じられた。『海底大戦争』は映画誌の1966年7月号に9月一週の公開と紹介されながら、1966年7月1日の公開前倒しだった。本作『黄金の盗賊』は1966年12月11日から12月20日までの9日間、『怪竜大決戦』は1966年12月21日から12月29日までの高倉健主演の正月映画『網走番外地 大雪原の対決』北島三郎主演の『兄弟仁義 関東三兄弟』二本立て前の8日間の興行だった。

### キャスティング
主演の松方弘樹は東映を退社した中村錦之助（萬屋錦之介)、テレビに活動を移した大川橋蔵に代わって東映京都を背負うと期待されていた。相棒役の大瀬康一は東映では3本目の映画出演。藤山寛美はこの年、負債を抱えて自己破産し松竹芸能をクビになり、岡田に泣きついて東映作品に出演し生活をしのいでいた時期。東映映画の出演は約30本に及ぶ。女性キャストでは東映では佐久間良子が使い辛く、三田佳子も「企画に恵まれない」などと散々揉めて1967年3月に東映を退社し、藤純子は絶対に脱がないし、宮園純子はパンチ力不足で、女優が不足し、当時日活の専属女優だった野川由美子が東映に貸し出され、以降の「夜の歌謡シリーズ」など出演映画の興行成績が良く、色気もパンチ力もある野川がよく東映に起用され、「あなたは東映の人ですか」と言われるほど東映づき、野川自身も親東映派を任じた。『仁義なき戦い 完結篇』でのヒロインはこの流れによるもの。

## 同時上映
- 『この子らを見捨てられない 愛は国境を越えて』
  - 監督：金基悳
  - 主演：黄貞順

※1965製作の韓国映画。